# 미 군정기 교육과정
미 군정기의 교육과정은 미군정 학무국에서 교육과정을 만들어서 발표하였으며, 미군정 교육과정을 총 2시기로 구분이 되며 1945년 9월 24일부터 1946년 9월까지의 시기와 1946년 9월부터 제1차 교육과정을 적용한 시기로 구분이 된다.

## 제1시기(1945년 9월 24일~1946년 9월)
매일신보의 「군정청 학무군, 신교육방침 각도에 지시」(매일신보, 1945년 9월 18일자)에 의하면 초등학교는 9월 24일에 개교되며 초등학교에서 수학할 수 있는 연령대는 만6세이상부터 만12세까지이다. 각 학교의 교과목의 경우에는 조선의 이익에 반하는 교과 내용이 담겨있는 경우는 금하였다.
매일신보의 「중등교과 과정 결정」(매일신보, 1945년 9월 30일)에 의한 중등교과과정은 아래와 같다.
| 학년    | 학년 | 공민 | 국어 | 역사지리 | 수학 | 물리화학생물 | 가사 | 재봉 | 영어 | 체육 | 음악 | 습자 | 도서 | 수예 | 실업 | 계 |
| ------- | ---- | ---- | ---- | -------- | ---- | ------------ | ---- | ---- | ---- | ---- | ---- | ---- | ---- | ---- | ---- | -- |
| 제1학년 | 중학 | 2    | 7    | 3        | 4    | 4            | 0    | 0    | 5    | 3    | 1    | 2    | 1    | 0    | 1    | 32 |
| 제1학년 | 고여 | 2    | 7    | 3        | 3    | 3            | 2    | 2    | 4    | 2    | 2    | 2    | 1    | 1    | 0    | 34 |
| 제2학년 | 중학 | 2    | 7    | 3        | 4    | 4            | 0    | 0    | 5    | 3    | 1    | 1    | 1    | 0    | 1    | 32 |
| 제2학년 | 고여 | 2    | 7    | 3        | 3    | 3            | 2    | 3    | 4    | 2    | 2    | 0    | 0    | 1    | 0    | 34 |
| 제3학년 | 중학 | 2    | 6    | 4        | 4    | 5            | 0    | 0    | 5    | 3    | 2    | 0    | 1    | 0    | 2    | 34 |
| 제3학년 | 고여 | 2    | 6    | 3        | 2    | 4            | 4    | 3    | 4    | 2    | 2    | 0    | 1    | 1    | 1    | 35 |
| 제4학년 | 중학 | 2    | 5    | 4        | 4    | 5            | 0    | 0    | 5    | 3    | 2    | 0    | 0    | 0    | 3    | 34 |
| 제4학년 | 고여 | 2    | 5    | 3        | 3    | 4            | 4    | 4    | 4    | 2    | 2    | 0    | 1    | 1    | 1    | 35 |

다만, 실업학교의 경우에는 위의 표에서 제시한 교육과정을 수정하여 실업과목을 늘릴 수 있다.

매일신보의 「중등학교 교과과정 결정」의 원문에 있는 중학(中學)과 고여(高女) 및 계(計)에 대한 해석은「우리나라 상업과 교육과정의 변천과정에 관한 연구」에 의하면 중학은 남자 중학교를 의미하고 여고는 여자 중학교를 의미하는 말이며, 계는 기준이라고 하였다.

※공민(公民): 중등교육을 이수 중인 있는 사람에게 사회에 필요한 정치적·경제적·사회적 생활에 필요한 것들을 가르치는 과목.

## 제2시기(1946년 9월~제1차 교육과정)

### 국민학교
국민학교는 초등교육을 제공하는 교육기관으로, 현재의 초등학교와 같은 개념이다. 그리고 취학연령은 만6세부터이고 총 6개의 학년이 있다.
| 학년    | 국어(읽기) | 국어(말하기·듣기) | 국어(짓기) | 국어(쓰기) | 산수(수학) | 사회생활 | 이과(과학) |
| ------- | ---------- | ----------------- | ---------- | ---------- | ---------- | -------- | ---------- |
| 제1학년 | 240        | 40                | 40         | 40         | 142        | 152      | 0          |
| 제2학년 | 240        | 40                | 40         | 40         | 152        | 153      | 0          |
| 제3학년 | 240        | 40                | 40         | 40         | 200        | 210      | 0          |
| 제4학년 | 240        | 40                | 40         | 40         | 243        | 190      | 139        |
| 제5학년 | 200        | 40                | 40         | 40         | 151        | 190      | 149        |
| 제6학년 | 180        | 36                | 36         | 36         | 199        | 192      | 144        |

### 초급중학교
초급중학교는 중등교육을 담당하는 교육기관으로 국민학교를 졸업한 자를 대상으로 기본적인 중등교육을 가르치며, 지금의 중학교와 같은 개념이며, 학년은 총 3개이다.
| 학년    | 국어(읽기) | 국어(짓기와 문법) | 수학 | 일반과학    | 영어 |
| ------- | ---------- | ----------------- | ---- | ----------- | ---- |
| 제1학년 | 148        | 37                | 175  | 600교시/3년 | 150  |
| 제2학년 | 148        | 37                | 175  | 600교시/3년 | 150  |
| 제3학년 | 111        | 74                | 175  | 600교시/3년 | 150  |

### 고급중학교
고급중학교는 중등교육을 담당하는 교육기관으로, 초급중학교를 졸업한 자에 한해서 더 높은 중등교육을 이수함을 목적으로 하고 있다. 학년은 총 3개이다. 지금의 고등학교와 같은 개념이다.
| 학년    | 국어(읽기) | 국어(짓기와 문법) | 국어(국문학사) | 수학 | 물리(필수) | 화학(필수) | 생물(필수) | 물리(선택) | 화학(선택) | 생물(선택) | 영어       |
| ------- | ---------- | ----------------- | -------------- | ---- | ---------- | ---------- | ---------- | ---------- | ---------- | ---------- | ---------- |
| 제1학년 | 74         | 37                | 0              | 175  | 120/2년    | 120/2년    | 160/2년    | 0          | 0          | 0          | 90 150 240 |
| 제1학년 | 74         | 37                | 0              | 0    | 120/2년    | 120/2년    | 160/2년    | 0          | 0          | 0          | 90 150 240 |
| 제1학년 | 74         | 0                 | 37             | 175  | 0          | 0          | 0          | 120        | 80         | 200        | 90 150 240 |

영어 교과의 경우에는 각 학교의 사정에 따라서 연간 90시간(매주 3시간), 연간 150시간(매주 5시간), 연간 240시간(매주 8시간)을 자율적으로 선택하여 운영할 수 있다.

### 상업중학교
상업중학교 실업과목 교육과정은 아래와 표와 같다.
| 학년    | 상업 경제 | 부기 회계 | 주산 | 상업 수학 | 무역론 | 경영 경제학 | 상품학 | 통계학 | 법규 |
| ------- | --------- | --------- | ---- | --------- | ------ | ----------- | ------ | ------ | ---- |
| 제1학년 | 74        | 74        | 74   | 0         | 0      | 0           | 0      | 0      | 0    |
| 제2학년 | 74        | 74        | 74   | 0         | 0      | 0           | 0      | 0      | 0    |
| 제3학년 | 74        | 74        | 74   | 0         | 0      | 0           | 0      | 0      | 0    |
| 제4학년 | 111       | 111       | 37   | 111       | 0      | 0           | 0      | 0      | 74   |
| 제5학년 | 111       | 111       | 37   | 111       | 0      | 0           | 0      | 0      | 74   |
| 제6학년 | 111       | 111       | 37   | 0         | 74     | 74          | 74     | 74     | 0    |

## 참고 문헌
1. ↑  군정청 학무국, 신교육방침 각도에 지시 보관됨 2016-03-01 - 웨이백 머신, 매일신보, 19450918, 왼쪽에 1차 이전으로 들어가서 초·등중학교(1945.09)에 들어가면 있습니다.
2. ↑  중등학교 교과과정 결정 보관됨 2016-03-01 - 웨이백 머신, 매일신보, 19450930, 왼쪽에 1차 이전으로 들어가서 초·등중학교(1945.09)에 들어가면 있습니다.
3. ↑  「우리나라 상업과 교육과정의 변천과정에 관한 연구」, 권대성, 경기대학교석사학위논문, 19쪽, 1993
4. ↑  공민(公民), 네이버 한자사전
5. ↑  『초중등학교각과 교수요목』, 군정청 학무국, 2~5쪽, 16쪽, 21~27쪽, 37~56쪽, 1946.
6. ↑  『초중등학교각과 교수요목』, 군정청 학무국, 6쪽, 17쪽, 18쪽, 28~29쪽, 1946.
7. ↑  『초중등학교각과 교수요목』, 군정청 학무국, 9~14쪽, 17쪽, 18쪽, 30~31쪽, 1946.
8. ↑  『초중등학교각과 교수요목』, 군정청 학무국, 67쪽, 70쪽, 73쪽, 75~80쪽, 1946.

## 같이 보기
- 교육과정
- 대한민국의 교육과정